# Akker van der Merwe
Pour les articles homonymes, voir Van der Merwe.
Pas d'image ? Cliquez ici

a Compétitions nationales et continentales officielles uniquement.

b Matchs officiels uniquement.
Dernière mise à jour le 17 mai 2024.
Armand Hendrik Petrus « Akker » van der Merwe, né le 17 juin 1991 à Vanderbijlpark (Afrique du Sud), est un joueur de rugby à XV international sud-africain, évoluant au poste de talonneur. Il joue avec les Bulls en United Rugby Championship depuis 2023.
Il est le frère aîné de l'ailier international écossais Duhan van der Merwe.

## Carrière

### En club
Akker van der Merwe rejoint en 2007 l'académie des Eagles, avec qui il joue jusqu'en 2009, avant de rejoindre les Leopards où il termine sa formation.
Sa carrière professionnelle débute en 2013 avec les Leopards lorsqu'il est appelé à disputer la Vodacom Cup. Il fait ses débuts le 22 mars 2013 contre les Falcons. La même année, il joue également en Currie Cup avec cette même équipe. En 2013 et 2014, il dispute la Varsity Cup (en) (championnat universitaire sud-africain), avec l'équipe des NWU Pukke,.
En avril 2014, il est appelé en cours de saison par la franchise des Lions pour disputer le Super Rugby. Il joue son premier match le 3 mai 2014 contre les Chiefs. Il joue quatre saisons avec les Lions, et dispute cinquante rencontres, pour seulement onze titularisation à cause de la concurrence de Malcolm Marx,. Avec cette équipe, il dispute deux finales du championnat (2016 et 2017), à chaque fois perdues, en tant que remplaçant.
En septembre 2015, il effectue une courte pige au Racing 92 en qualité de joker Coupe du monde.
A la recherche de plus de temps de jeu, il quitte les Lions en 2018 pour rejoindre les Sharks de Durban. Il parvient à s'imposer comme le titulaire au poste, et dispute vingt-trois rencontres en deux saisons, dont dix-sept comme titulaire,.
En 2019, il rejoint le club anglais des Sale Sharks en Premiership, dont il devient rapidement un cadre,.
Il est titulaire lors de la finale du Championnat d'Angleterre en 2023 perdue 35-25 face aux Saracens,.
Cette finale perdue avec Sale est son dernier match avec cette équipe, puisqu'il quitte le club au terme de cette saison, et fait son retour en Afrique du Sud au sein de la franchise des Bulls en United Rugby Championship pour un contrat de trois saisons.

### En équipe nationale
Akker van der Merwe effectue deux tournées avec les Barbarians, en novembre 2016 et 2017, disputant cinq rencontres et marquant deux essais.
Il est sélectionné pour la première fois avec les Springboks en juin 2018 par le sélectionneur Rassie Erasmus. Il obtient sa première cape internationale le 2 juin 2018 à l’occasion d’un match contre l'équipe du pays de Galles à Washington DC. Il enchaine ensuite avec deux sélections contre l'Angleterre, mais n'est pas rappelé par la suite, malgré de bonnes performances.

## Palmarès

### En club
- Vainqueur de la Currie Cup en 2015 (avec les Golden Lions) et 2018 (avec les Natal Sharks).
- Finaliste du Super Rugby en 2016 et 2017 avec les Lions.
- Finaliste du Championnat d'Angleterre en 2023 avec les Sale Sharks.
- Finaliste du United Rugby Championship en 2024 et 2025 avec les Bulls.

### Distinctions personnelles
- Membre de l'équipe type du Championnat d'Angleterre en 2021[20]
- Membre de l'équipe type du United Rugby Championship en 2024.

## Statistiques
Au 15 février 2022, Akker van der Merwe compte 3 capes en équipe d'Afrique du Sud, dont aucune en tant que titulaire, depuis le 2 juin 2018 contre l'équipe du pays de Galles à Washington DC. 